# Bahía Salinas
Bahía Salinas es una bahía localizada en la costa del océano Pacífico de América Central, entre Costa Rica y Nicaragua. La bahía sirve de límite natural entre los dos países, marcándose la frontera por una recta astronómica que parte del costarricense río Sapoá hasta el centro de Bahía Salinas. La sección que pertenece a Costa Rica se ubica en el extremo noroeste del cantón de La Cruz, provincia de Guanacaste, mientras que la parte que pertenece a Nicaragua se localiza al suroeste de Rivas. Al sur de la línea fronteriza, dentro de la bahía, se encuentra un archipiélago de islas que pertenecen a Costa Rica: archipiélago de las islas Murciélago e isla Bolaños, que son refugios naturales de fauna silvestre administrados por el parque nacional Santa Rosa. Bahía Salinas cuenta con una gran biodiversidad marina, y es a su vez, zona de pesca local a través de Puerto Soley.

## Características ambientales
El viento es muy frecuente en la bahía y en la zona cercana a esta, no obstante al ser una bahía, el oleaje tiende a ser muy bajo. la temperatura del agua en la bahía durante la época seca puede descender hasta los 15 grados. Esto debido a la fuerza del viento que empuja el agua de la superficie hacia mar adentro y agua de las profundidades sube a la superficie. Creando una corriente de agua vertical, además de aguas más frías esta corriente también viene cargada de nutrientes; de ahí la riqueza de las aguas de la bahía y alrededores.

## Turismo
La mayoría de sus playas y diversos territorios son vírgenes y su naturaleza es exuberante. Posee un gran atractivo turístico y debido a que el viento es frecuente se suelen encontrar practicantes de kiteboarding y algunas pocas veces practicantes de windsurfing. Los vientos fuertes van desde noviembre hasta marzo (prácticamente la época seca). El avistamiento de especies de interés turístico es frecuente y van desde aves, tortugas marinas, monos de diferentes especies y mamíferos más grandes (todo el año) hasta ballenas jorobadas (agosto-diciembre).

## Islas

### Isla Bolaños
Localizada al centro de Bahía Salinas, es un refugio de vida silvestre, y a su vez un santuario para diversas aves marinas, su clima es seco y caluroso. La escasa vegetación se compone de arbustos de difícil penetración lo cual contribuye a evitar el crecimiento de otras especies, además de que la tierra en la isla contiene poco material orgánico. Geológicamente, es una isla es muy rocosa, ya que en su mayoría es roca sedimentaria que data de millones de años. Posee pequeñas playas de arena blanca dispersas en su alrededor. Entre las más importantes especies marinas que anidan en la isla se encuentran el  pelícano marrón y fragatas.

### Islas Murciélago
Se trata de una archipiélago rocoso, conformado por 5 islas y 10 islotes, ubicado cerca de la península de Santa Elena. Están conformadas por una combinación de rocas, organismos de arrecife y organismos costeros. Uno de los islotes, el San Pedrillo, es muy visitado por el turismo de buceo recreativo debido al avistamiento de grandes peces como tiburón toro, mantas gigantes, peces vela e incluso tiburón ballena. El archipiélago es parte del sector marino del Área de Conservación Guanacaste. En la isla San José se encuentra una estación biológica que cuenta con una antena parabólica VSAT instalada por el Instituto Costarricense de Electricidad, que permite las telecomunicaciones en esa zona.